# Park Do-hun
Park Do-hun (hangul: 박도헌), född den 20 mars 1964, är en sydkoreansk handbollsspelare.
Han tog OS-silver i herrarnas turnering i samband med de olympiska handbollstävlingarna 1988 i Seoul.